# Patrick Lindsey
Patrick Lindsey ist ein deutscher Produzent und DJ im Bereich der elektronischen Tanzmusik aus Bad Nauheim.
Lindsey ging mit Anthony Rother zusammen zur Schule, beide teilten das Interesse für die elektronische Musik. Seine ersten Produktionen wurden in der Hr3 clubnight gespielt, später erschienen weitere Produktionen auf dem Frankfurter Kultlabel Harthouse, wie zum Beispiel MalePhonk auf der Harthouse-100-Jubiläumscompilation und die Phat Jive EP. Im Jahre 2000 war er auch selbst in der Hr3 Clubnight vertreten.
Unter dem Projektnamen „Mel’O’Ween“, eine Anspielung auf den erfolgreichen Amiga-Chipmusik-Produzenten „Mel’O’Dee“ und die Band „Helloween“, veröffentlichte er seine bisher meistverkaufte Produktion The King, unter anderem produzierte er auch unter dem Projektnamen „Voodooamt“ einige Tracks. Lindsey hat bereits Remixe für Hardfloor, DJ Rush u. v. m. angefertigt.
1996 lernte er Monika Kruse auf der Schweizer Street Parade kennen. Monika Kruse spielte gerade seine Produktion Phonk School, wo Lindsey auch auf dem Cover abgebildet ist. Später entstanden zusammen mit Kruse auf ihrem Label Terminal M die beiden gemeinsamen Alben Panorama und Passengers. Einige Produktionen von Voodooamt erschienen auf Klaus Löschners Label Frisbee.
Lindsey gründete auch die drei eigenen Labels School Records, Trackland und Funkwelle, die über Intergroove vertrieben werden.